# Torre de Guadramiro
La Torre de Guadramiro es un monumento plateresco de 24 metros construido en cantería ubicado en el municipio de Guadramiro, provincia de Salamanca, declarado Bien de Interés Cultural (BIC) en el año 2020. Construida en el siglo XIV cabe destacar en su conjunto los pináculos góticos que tiene en su parte más alta (rodeando el tejado) así como la decoración con bolas en los costados y las cuatro gárgolas que posee para la canalización del agua. Es el único edificio de la provincia de Salamanca que presenta pináculos con pomas.

## Orígenes de su construcción
Esta fortificación se construyó para la defensa del palacio que tenían en la localidad los Maldonado, que ostentaban en la Baja Edad Media y la Edad Moderna el Señorío de Guadramiro. Posteriormente, se construyó a su lado la Iglesia de El Salvador, de la cual hace actualmente las veces de campanario la Torre de Guadramiro.